# 卡尔努瓦
卡尔努瓦（法語：Carnoy，法語發音：[kaʁnwa]）是法国上法蘭西大區索姆省的一个旧市镇，属于佩罗讷区。2019年1月1日，卡尔努瓦与市镇马梅合并为新市镇卡尔努瓦-马梅。

## 地理
卡尔努瓦（49°59'4"N, 2°45'15"E）面积3 平方千米，位于法国上法蘭西大區索姆省，该省份为法国北部沿海省份，北起加来海峡省和北部省，西接滨海塞纳省和大西洋英吉利海峡，南至瓦兹省，东临埃纳省。
与卡尔努瓦接壤的市镇（或旧市镇、城区）包括：索姆河畔布赖、马梅、马里库尔、皮卡第地区蒙托邦、苏珊。
卡尔努瓦的时区为UTC+01:00、UTC+02:00（夏令时）。

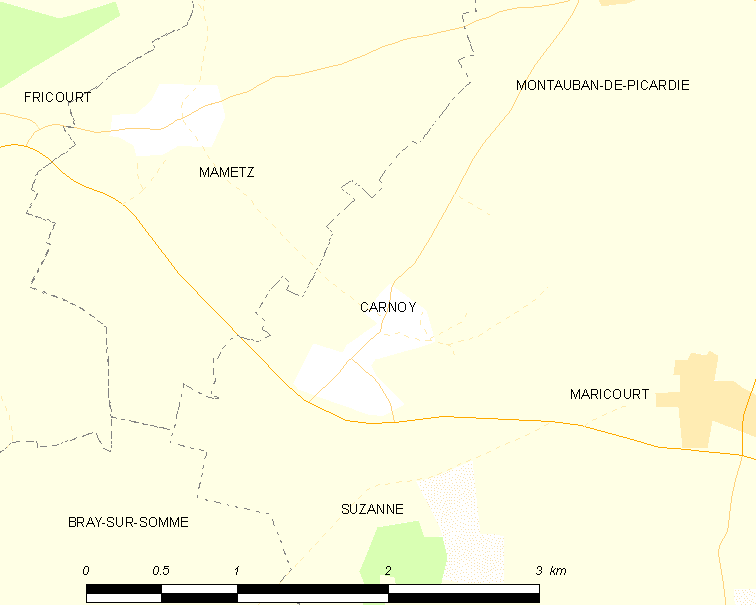
卡尔努瓦的OSM定位图

## 行政
卡尔努瓦的邮政编码为80300，INSEE市镇编码为80175。

## 政治
卡尔努瓦所属的省级选区为阿尔贝县。

## 人口

1962-2008年间卡尔努瓦人口变化图示

卡尔努瓦于2018年1月1日时的人口数量为104人。